# 忘记你，记得爱情
《忘记你，记得爱情》是一部2020年中国大陆都市爱情剧，翻拍自台灣经典偶像剧《王子变青蛙》；由北京开快心乐文化传媒有限公司、企鹅影视出品，导演梁文戈执导，并且由邢菲、金泽领衔主演，
姜星呈、李政军、文渊、居来提、赵小侨、杨明娜、董至成等演员加盟演出。
该剧于2019年4月19日在深圳杀青。该剧将于2020年3月23日腾讯视频、芒果TV联合播出；每周一至三晚20：00更新两集，会员抢先看6集。台湾由WeTV全网首播。

## 播放平台
| 頻道     | 所在地   | 播映日期                    | 备注                                                |
| -------- | -------- | --------------------------- | --------------------------------------------------- |
| 腾讯视频 | 中国大陆 | 2020年3月23日-2020年4月27日 | VIP會員：搶先看6集 非會員：每周一至三20：00更新两集 |
| 芒果TV   | 中国大陆 | 2020年3月23日-2020年4月27日 | VIP會員：搶先看6集 非會員：每周一至三20：00更新两集 |
| WeTV     | 臺灣     | 2020年3月23日-2020年4月27日 | VIP會員：搶先看6集 非會員：每周一至三20：00更新两集 |

## 演員表

### 主要演員
| 演員                | 角色            | 介绍 | 对应原版角色 | 原版配音 |
| 邢菲                | 叶芊语          | 观美渔村导游/钱来也杂货店送货员/多职打工女孩 Senwell集团顾问特别助理 Senwell集团后勤行政部保洁 观美客栈老板 汤顺明、陈金枝之继女兼养女，叶晟哲的姐姐 生母是钢琴老师 见钱眼开，不放过任何一个能赚钱的机会；目的是为了买回生母唯一留下的钢琴 与单俊皓互看不顺眼，却多次救了他并且在其失去记忆时候收留他 误以为太初替她买回了生母的钢琴，实为单俊皓以两倍的价钱买回生母的钢琴送给她 在单俊皓失忆后，与身为茼蒿的他日久生情后成为情侣 在单俊皓第二次失忆时（恢复本来的记忆却忘了观美渔村那段记忆），先后到了Senwell集团和酒店实习，与单俊皓朝夕相处 在一次众人与玛维秦总谈判并被其保安和手下挟持时，为解救众人而被秦总保安在打斗时推撞到桌脚而昏迷，醒来后便假装失去与单俊皓的那段记忆，后与叶晟哲对话时被单俊皓發现蹊跷 六个月后，与单俊皓举行婚礼 | 叶天瑜       | 陆庚宜   |
| 金泽 童年：王子谦   | 单俊皓 （茼蒿） | Senwell集团总经理 钱来也杂货店杂工/观美酒店（观美客栈）顾问 Senwell集团董事长 单耀龙、江采月之子 范云伊未婚夫，为人强势而且要求严格 与叶芊语互看不顺眼，却被她多次救起 曾以两倍的价钱买回叶芊语生母的钢琴 出车祸落海失去记忆后被叶芊语一家收留，就认定他们为亲人和家人 成为茼蒿后与之前判若两人，是个会关心体谅他人的暖男 与叶芊语日久生情后成为情侣，并与其一起守护观美渔村，并改善观美酒店为现观美客栈 随着第二次的车祸恢复了记忆却忘了那段在观美渔村成为茼蒿的记忆，却莫名在脑海里会闪现与叶芊语有关的记忆 在与叶芊语朝夕相处的情况下，虽没有恢复茼蒿在观美渔村的那段记忆，却重新以单俊皓身份爱上叶芊语；会吃醋会生气会对她舍不得放手而穷追不舍 六个月后，与叶芊语举行婚礼                                                                   | 单均昊       | 杨天翔   |
| 姜星呈 童年：于微妮   | 范云伊          | Senwell集团开发部经理 Senwell集团开发部总监 单俊皓未婚妻，与单俊皓、许梓谦是一起长大的青梅竹马 一直误以为是单俊皓救了小时候的自己，实为被许梓谦和单耀龙救起 居住在单家，是单家的养女，也是公认的准媳妇 曾经爱过单俊皓，因为他而获得了轻微的抑郁症，后来被一位心理医生辅导，解决了抑郁症的问题，并发现了小时候救起自己的人是许梓谦，进而与许梓谦相爱 后来发现了许梓谦欲把所有股权转让给玛维的秘密，对他进行了劝阻 在所有事得以解决时，与许梓谦开启一段旅程 在拉斯维加斯与许梓谦领证结婚 与许梓谦出席单俊皓与叶芊语婚礼，并与叶芊语相视释怀以往种种的一切，承认了叶芊语是嫂嫂而衷心祝福他们 | 范芸熙       | 张喆     |
| 李政军 童年：徐崴罗 | 许梓谦          | Senwell集团运营部总监/Senwell集团代理董事长 Senwell集团董事长/Senwell集团总经理 许以风之子 爱慕并且默默守护范云伊，与单俊皓、范云伊是一起长大的青梅竹马 因被告知父母亲死亡的假消息而黑化，对单家和Senwell集团开始各种报复，相继向媒体曝光关于单俊皓叶芊语的恋情、在单俊皓范云伊婚礼上搞破坏使单俊皓和叶芊语相继受伤、并曝光长风号事件是单耀龙所为而“夺走”了Senwell集团 在经营Senwell集团时被玛维秦总蒙骗，本与其将签约后被告知玛维秦总的真面目而不成功 被告知当年长风号事件的真相后便选择放下一切的仇恨，原谅了单家 在所有事得以解决时，与范云伊开启一段旅程 在拉斯维加斯与范云伊领证结婚 与范云伊出席单俊皓与叶芊语婚 | 徐子騫       | 凌飞     |
| 文渊                | 太初(大刀)      | 国际旅行协会代表/权威旅行家 Senwell集团顾问 敞篷帅哥（陈金枝专称） 微博ID: 大刀天上飞 是第一个居住到观美酒店的住客，总拿部相机到处拍摄，爱好是当个游手好闲的旅行家，实为为智取考察观美渔村 总是开着敞篷车，被陈金枝称呼为敞篷帅哥 喜欢叶芊语，因为叶芊语的出现让他想好好守护着她，也替她好好守护观美渔村 在所有事情得以解决时放手成全叶芊语与单俊皓，离开了观美渔村 | 徐子騫       | 孙路路   |
| 居来提              | 章明瀚          | Senwell集团副总经理/Senwell集团代理总经理 Senwell集团总经理 章丰喜之子 虽然总是和单俊皓争锋相对，但不会损害Senwell集团的利益，也不屑用肮脏手段来对付单俊皓 在许梓谦上位后，发现了许梓谦对单家的各种报复还有股权转让的秘密 为了保住Senwell集团，便和单俊皓一起阻止许梓谦 在所有事情得以解决时，被单俊皓升职，指派担任Senwell集团总经理 | 张明寒       | 马语非   |
| 趙小僑              | 陈金枝          | 钱来也杂货店老板娘 金枝妈妈/老陈（叶芊语、叶晟哲专称） 汤顺明前妻（已离婚），叶芊语继母兼养母、叶晟哲之母 势力眼，视钱如命却也心地善良 总是和汤顺明斗嘴吵架 虽然一直希望叶芊语找个有钱男朋友，但内心深处还是不希望她受伤害 六个月后，见证了单俊皓与叶芊语的婚礼 | 陈金枝       |          |
| 董至成              | 汤顺明          | 观美酒店（观美客栈）老板 老汤（叶芊语、叶晟哲专称）/死胖头（陈金枝专称） 陈金枝前夫（已离婚），叶晟哲的爸爸，虽与叶芊语毫无血缘关系却视如己出 总是和陈金枝斗嘴吵架 为了守护观美渔村和观美酒店，曾以性命威胁单俊皓 是间接导致单俊皓出车祸失去记忆之人，亦是唯一知道茼蒿真实身份之人 六个月后，见证了单俊皓与叶芊语的婚禮 | 唐顺明       |          |
| 薛博文              | 叶晟哲          | 叶父与陈金枝之子，汤顺明之继子 叶芊语之同父异母弟弟 与陈金枝、叶芊语一样视钱如命，也是个小机灵鬼 多次成为叶芊语和茼蒿之间的小助攻 | 叶正哲       | 习习     |
| 杨明娜              | 江采月          | 单俊皓之母 一直视范云伊为单家公认的媳妇，对叶家有偏见 后因长风号事件，单家被查封，无处可去而不情愿地住在观美渔村中，最终适应了渔村的生活，也与大家相处地很愉快 本对叶芊语有意见也渐渐地接受了她，承认她是单家媳妇 六个月后，见证了单俊皓与叶芊语的婚礼 | 江采月       |          |

### 其他演員
| 演員   | 角色     | 介绍 | 对应原版角色 | 原版配音 |
| 杨宇斌 | 李大伟   | Senwell集团员工 曼柯公司开发部经理 单俊皓之助理，师弟                                                                       | 大伟         |          |
| 余潇   | 林凤巧   | 观美酒店（观美客栈）员工 | 吴凤娇       |          |
| 陶辉   | 阿生     | 观美酒店（观美客栈）员工 | 阿胜         |          |
| 潘一祎 | 苏黎音   | 观美酒店（观美客栈）员工 本为琴行职员，后被汤顺明聘请成为观美客栈前台员工 叶芊语闺蜜，与其相爱相杀 成为单俊皓、叶芊语的伴娘 | 苏立欣       |          |
| 郭宏庆 | 大厨     | 观美酒店（观美客栈）员工 | 大师傅       |          |
| 张孟媚 | 小花     | |              |          |
| 杨名   | 李东路   | 观美渔村管区警察 暗恋陈金枝                                                                                                 | 李铜锣       |          |
| 洪亮   | 秦总     | |              |          |
| 张磊   | 汪总     | |              |          |
| 关东杰 | 罗总     | |              |          |
| 黄盛辉 | 加里     | Senwell集团员工 |              |          |
| 孙茂峰 | 赵群     | Senwell集团员工 章明瀚之助理                                                                                                |              |          |
| 洪冰瑶 | 黛安芬   | | 戴安芬       |          |
| 金中西 | 迈克     | | 麦克         |          |
| 李东   | 林董     | |              |          |
| 孙乐天 | 邱董     | |              |          |
| 关泽强 | 乔       | |              |          |
| 王雅婷 | Ada姐    | | Ada          |          |
| 許騰介 | 谢全     | | 谢全         |          |
| 李雄   | 丁元勋   | 单耀龙助理 单耀龙的助理，嗜赌成性，欠下好几笔赌债 在走投无路时受到贿赂，因而在媒体上制造伪证，并调拨单俊皓与许梓谦的关系    | 丁元勳       |          |
| 严志平 | 江小强   | |              |          |
| 高依依 | 雪格格   | |              |          |
| 邓玥袇 | 心理医生 | |              |          |
| 周莉莉 | 花子婆婆 | |              |          |
| 昕儿   | 林嫂     | |              |          |
| 林玫   | 小歌     | 街头表演者 在范云熙遇到搭讪者是替其解围，后收留她                                                                           |              |          |
| 李诗林 | 零一     | IT高手 太初初中同学 |              |          |
| 胡胡   | 采购经理 | |              |          |
| 孙艺程 | 薇薇     | |              |          |
| 李晨熙 | 刘总监   | |              |          |
| 张妤琪 | 小女孩   | |              |          |

### 特別演出
| 演員   | 角色   | 介绍                                                                                      | 对应原版角色 | 原版配音 |
| 王建新 | 单耀龙 | Senwell集团董事长 单俊皓之父 与许以风、章丰喜共同创立Senwell集团 在单俊皓失去记忆时候去世 | 单耀荣       | 白马     |

## 电视原声带
| 曲序 | 曲目                     |        | 作曲   | 演唱   |
| ---- | ------------------------ | ------ | ------ | ------ |
| 1.   | 放肆爱（主题曲）         | Cheryl | 王梓赫 | 陈翔   |
| 2.   | 两个人的秘密（片尾曲）   | 张嘉麟 | 吴姝霆 | 郭静   |
| 3.   | 如果再见（插曲）         | 张如一 | 王梓赫 | 居来提 |
| 4.   | 听见微笑（插曲）         | 江一橘 | 王梓赫 | 李政军 |
| 5.   | 节点（插曲）             | 孙艺程 | 孙艺程 | 孙艺程 |
| 6.   | 好想和你在一起（推广曲） | 孙艺程 | 孙艺程 | 王莫涵 |